# تاريخ علم الفلك بالأشعة السينية

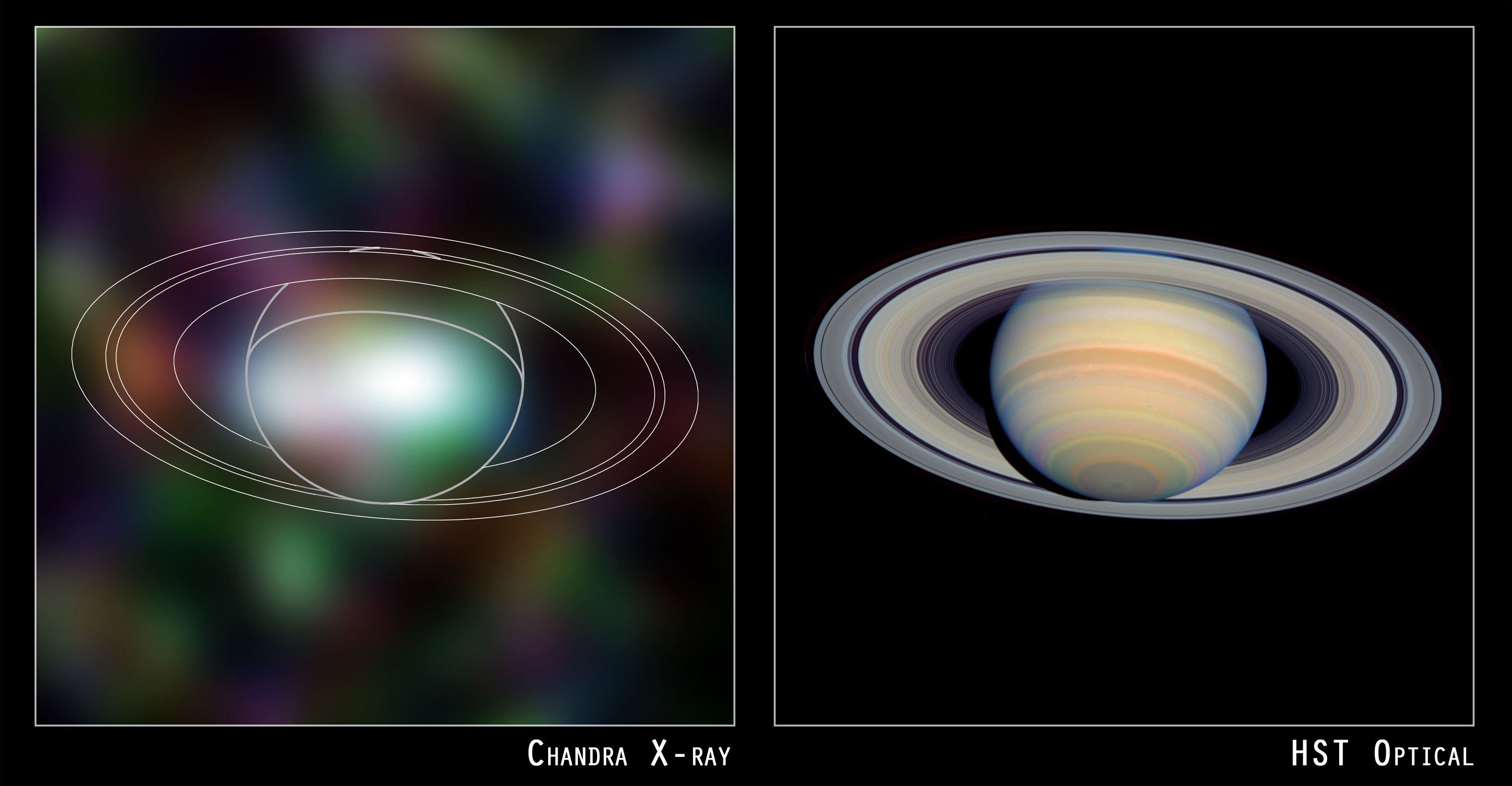
صورة تشاندرا لزحل (يسار) وصورة هابل البصرية لزحل (يمين). طيف الأشعة السينية لكوكب زحل يشبه طيف الأشعة السينية للشمس. 14 أبريل 2003

بدأ تاريخ علم الفلك بالأشعة السينية في عشرينيات القرن العشرين، عندما أبدت البحرية الأمريكية اهتمامًا بالاتصالات عبر الموجات القصيرة. تبع ذلك بفترة وجيزة بدء دراسات موسعة للغلاف الأيوني للأرض.

## البدايات المبكرة والتطور نحو الرصد المداري
بحلول عام 1927، أدى الاهتمام المتزايد باكتشاف الأشعة السينية والأشعة فوق البنفسجية على ارتفاعات عالية إلى تحفيز الباحثين على إطلاق صواريخ جودارد إلى الغلاف الجوي العلوي، بهدف دعم الدراسات النظرية وجمع البيانات.
وفي عام 1946، تمت أول رحلة ناجحة لصاروخ مجهز بأجهزة قادرة على رصد الأشعة فوق البنفسجية الشمسية. ثم بدأت دراسات الأشعة الشمسية بشكل منهجي في عام 1949.
وفي عام 1962، نُفِّذت أول رحلة صاروخية ناجحة للكشف عن مصدر كوني للأشعة السينية، وذلك بواسطة فريق تابع لشركة العلوم والهندسة التطبيقية (American Science and Engineering - AS&E) في الولايات المتحدة. وقد مثّل هذا الحدث أول دليل تجريبي على وجود انبعاثات سينية من خارج النظام الشمسي، مما فتح آفاقًا جديدة في دراسة الأجسام الفلكية عالية الطاقة.
وفي عام 1965، أُطلق برنامج مركز جودارد لرحلات الفضاء لدراسة علم الفلك بالأشعة السينية، وبدأ البرنامج بسلسلة من التجارب العلمية التي نُفذت باستخدام بالونات عالية الارتفاع.
وفي سبعينيات القرن العشرين، توسعت الأبحاث لتشمل تجارب إطلاق الصواريخ إلى ارتفاعات عالية، مما مهد الطريق لتطوير المراصد المدارية، بما في ذلك الأقمار الصناعية المتخصصة في رصد الأشعة السينية.
وفي عام 1973، أُطلقت مجموعة من الأجهزة الخاصة بدراسة الشمس على متن محطة الفضاء سكاي لاب، لتوفير بيانات شمسية مهمة.

## تاريخ علم الفلك بالأشعة السينية
ظهر علم الفلك بالأشعة السينية كفرع رئيسي في علم الفلك الحديث بفضل تطور التقنيات القادرة على رصد الأشعة السينية القادمة من الفضاء، والتي لا تخترق الغلاف الجوي للأرض. يعود تأسيس هذا المجال إلى الاكتشافات النظرية والتجريبية بين عشرينيات وأربعينيات القرن العشرين.

### من عشرينيات إلى أربعينيات القرن العشرين
تم افتتاح مختبر الأبحاث البحرية في عام 1923، وبعد وصول هولبرت في عام 1924، بدأ بدراسة البصريات الفيزيائية. وقد أجرى المختبر الوطني للبحوث النووية حينها أبحاثًا حول خصائص الغلاف الأيوني، وهو الطبقة العاكسة من الغلاف الجوي، بسبب الاهتمام المتزايد بتحسين اتصالات الراديو عبر الموجات القصيرة. خلال العشرينيات والثلاثينيات، أنتج هولبرت سلسلة من الأوصاف الرياضية لتلك الطبقة. وفي عام 1927، بالتعاون مع مؤسسة كارنيجي في واشنطن، عمل هولبرت إلى جانب كل من جريجوري بريت وميرل توف على دراسة إمكانية تزويد صواريخ روبرت غودارد بمعدات لاستكشاف الغلاف الجوي العلوي. وفي عام 1929، اقترح هولبرت برنامجًا تجريبيًا لإطلاق صاروخ مزوّد بأجهزة للكشف عن الأشعة فوق البنفسجية والأشعة السينية على ارتفاعات عالية.
في عام 1949 بدأ هربرت فريدمان دراساته حول الأشعة السينية الشمسية، وسرعان ما أشار بأن طاقة "طيف أشعة إكس الشمسية… كافية لتفسير تأين طبقة هـ بالكامل". وبهذا، بدأت بعض تساؤلات هولبرت المبكرة، حول مصدر وسلوك الطبقة العاكسة للإشعاع، ووجدت طريقها إلى الإجابة في أبحاث الفضاء.

### الستينيات
بدأت دراسة الأجسام الفلكية في نطاقات الأشعة السينية وأشعة غاما ذات الطاقة العالية في أوائل الستينيات، إذ كان العلماء قبل ذلك يعرفون فقط أن الشمس هي المصدر المعروف الوحيد لهذه الموجات. ونظرًا لأن الغلاف الجوي للأرض يمتص معظم هذه الأشعة، فقد كانت هناك حاجة إلى استخدام رحلات صاروخية تحمل معدات علمية إلى ما فوق الغلاف الجوي. وفي عام 1962، أُطلقت أول رحلة ناجحة لاكتشاف مصدر كوني للأشعة السينية بواسطة فريق من شركة العلوم والهندسة الأمريكية.. وقد ضم الفريق كلًا من ريكاردو جياكوني، وهربرت جورسكي، وفرانك باوليني، وبرونو روسي. استخدم الفريق جهازًا صغيرًا لكشف الأشعة السينية على متن الرحلة، ونجح في رصد مصدر شديد السطوع في كوكبة العقرب، أُطلق عليه لاحقًا اسم العقرب X-1

### السبعينيات
في سبعينيات القرن العشرين، أسهمت أقمار صناعية مثل Uhuru وSAS-3 وHEAO-1 في تطوير علم الفلك بالأشعة السينية، حيث اكتشف العلماء أن معظم هذه الأشعة تصدر من نجوم نيوترونية ضمن أنظمة ثنائية مع نجوم عادية، عبر عملية تراكم المادة. وقد مكّن هذا الاكتشاف من قياس كتل النجوم النيوترونية، وفي بعض الحالات دعم وجود ثقوب سوداء. كما كشفت أنظمة أخرى عن نبضات أشعة سينية مشابهة لتلك التي تصدر عن النجوم النابضة في الراديو، ما ساعد في تحديد معدلات دوران هذه الأجسام
وُجد أن بعض مصادر الأشعة السينية داخل المجرة تتسم بتغيّر شديد في سطوعها، إذ قد تظهر فجأة في السماء، وتبقى ساطعة لأسابيع، ثم تختفي، وتُعرف هذه باسم المصادر العابرة للأشعة السينية. كما تبين أن النوى المركزية لبعض المجرات تصدر أشعة سينية ناتجة عن غاز فائق الطاقة بالقرب من ثقب أسود فائق الكتلة في مركز المجرة، وهي تُعرف باسم النوى المجرية النشطة. وأخيرًا، كُشف عن وجود انبعاث منتشر من الأشعة السينية في جميع أنحاء السماء.

### من الثمانينيات حتى الوقت الحاضر
استمر علم الفلك بالأشعة السينية بالتطور من خلال بيانات وفّرتها مجموعة من الأقمار الصناعية النشطة بين ثمانينيات القرن العشرين وأوائل العقد الأول من القرن الحادي والعشرين، مثل HEAO وEXOSAT وGinga وRXTE وROSAT وASCA، إلى جانب BeppoSAX الذي سجّل أول توهج لانفجار أشعة غاما. وقد أسهمت هذه البيانات في تعميق فهمنا لطبيعة مصادر الأشعة السينية وأشعة جاما، والآليات التي تنتجها. ويساعد هذا الفهم على توسيع معارفنا في الفيزياء الأساسية للكون، والإجابة عن أسئلة جوهرية حول أصل الكون، وتطوره، ومصيره النهائي.

## الصواريخ

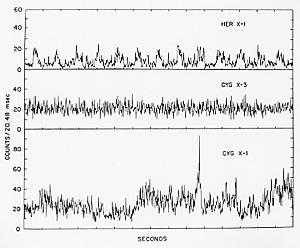
الرسم البياني

في عام 1973، جرى اختبار صاروخي تضمن رصدًا لثلاثة من ألمع مصادر الأشعة السينية الثنائية في مجرة درب التبانة، وهي: Her X-1 (بدورية 1.7 يوم)، وCyg X-3 (0.2 يوم)، وCyg X-1 (5.6 يوم). وقد استمرت عملية الرصد لمدة 15 ثانية، سُجلت خلالها بيانات دقيقة بمعدل كل 20.48 مللي ثانية.
أظهرت بيانات Her X-1 بوضوح النبضات المنتظمة ذات الفترة 1.24 ثانية، المرتبطة بنجم نابض. أما ملف الرصد لـ Cyg X-3 فقد تطابق مع تقلبات إحصائية لمصدر ثابت خلال فترة الرصد، في حين أظهرت بيانات Cyg X-1 نمط “ضوضاء الطلقات” الفوضوي المميز للمرشحين لكونهم ثقوبًا سوداء، بالإضافة إلى بنية فرعية سريعة على مقياس ميلي ثانية، سُجلت لأول مرة في هذا الرصد.
كما كُشف عن قطع حاد في الطيف المسطح عند حوالي 24 كيلو فولت في رصد Her X-1، مما وفّر أول دليل على تأثيرات النقل الإشعاعي المرتبطة ببلازما شديدة المغناطيسية قرب سطح نجم نيوتروني. وبالنسبة إلى Cyg X-3، فإن المكون الطيفي الشبيه بـ الجسم الأسود أشار إلى أن الانبعاث ينشأ من منطقة قريبة جدًا من جسم مضغوط بحجم نجم نيوتروني.
بعد عام من الرصد الأول، أُجري رصد جديد لـ Cyg X-3 باستخدام نفس الجهاز، وأسفر عن طيف حراري رقيق بصريًا، مما أتاح أول دليل على انبعاث خط K الحديدي القوي من هذا الثنائي الأشعاعي السيني. وقد شكل هذا الرصد تقدمًا مهمًا في فهم التفاعلات الطيفية ضمن البيئة المحيطة بالأجسام المضغوطة في الأنظمة الثنائية.

## الأبحاث المبكرة
شهدت الفترة ما بين 1946 و1960 تطورات جوهرية في أبحاث الأشعة السينية الفلكية، حيث انتقلت التجارب من استخدام الصواريخ العسكرية المعدلة إلى تطوير منصات إطلاق مخصصة للبحث العلمي. شكلت هذه الحقبة الأساس الذي مهد الطريق لظهور علم الفلك بالأشعة السينية كفرع مستقل في علوم الفضاء.

### فترة V-2 الأمريكية

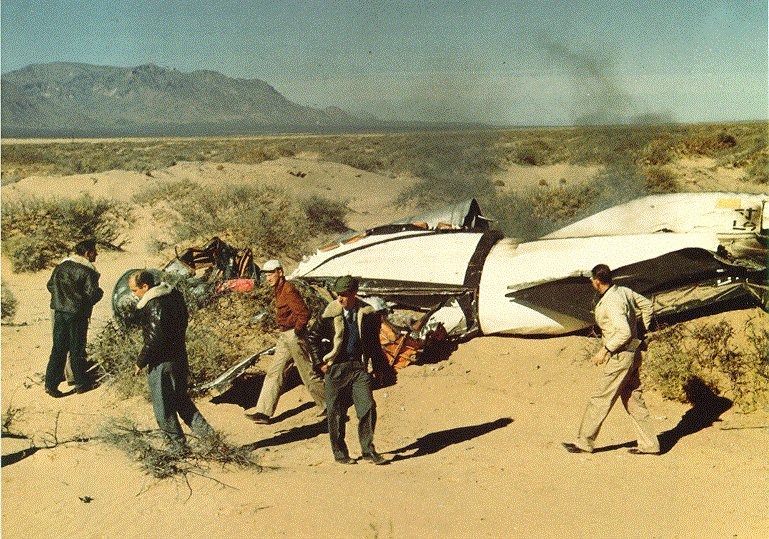
علماء من المختبر الوطني للبحوث، بينهم جيه دي بورسيل وسي واي جونسون وإف إس جونسون، يستعيدون أدوات علمية من صاروخ V-2 رقم 54 بعد إطلاقه لدراسة الغلاف الجوي العلوي فوق صحراء نيومكسيكو، 18 يناير 1951. التقط الصورة الدكتور ريتشارد توسي.

بدأت المحاولات المبكرة لرصد مصادر الأشعة السينية من فوق الغلاف الجوي للأرض في 5 أغسطس 1948، عند الساعة 12:07 بتوقيت غرينتش، من خلال إطلاق صاروخ V-2 تابع للجيش الأمريكي كجزء من مشروع هيرميس. تم الإطلاق من مجمع الإطلاق 33 في موقع وايت ساندز بروفينج غراوندز بولاية نيومكسيكو، بالتعاون مع مختبر أبحاث البحرية الأمريكية، الذي أجرى تجارب علمية ضمن الحمولة.
كجزء من التعاون بين مختبر أبحاث البحرية الأمريكية (NRL) ومختبر هندسة فيلق الإشارة (SCEL) التابع لجامعة ميشيغان، أُطلق صاروخ V-2 رقم 42 من مجمع الإطلاق 33 في موقع وايت ساندز بروفينج غراوندز بتاريخ 9 ديسمبر 1948، الساعة 16:08 بتوقيت غرينتش (09:08 صباحًا بالتوقيت المحلي).
وصل الصاروخ إلى ارتفاع أقصى بلغ 108.7 كيلومترًا، وحمل على متنه تجارب متعددة شملت: قياسات للرياح والضغط، ودرجة الحرارة (علم الهواء)، ورصد للأشعة السينية، وتحليل للإشعاع الشمسي، وتجارب في مجال علم الأحياء الفضائي.

### صاروخ Aerobee period

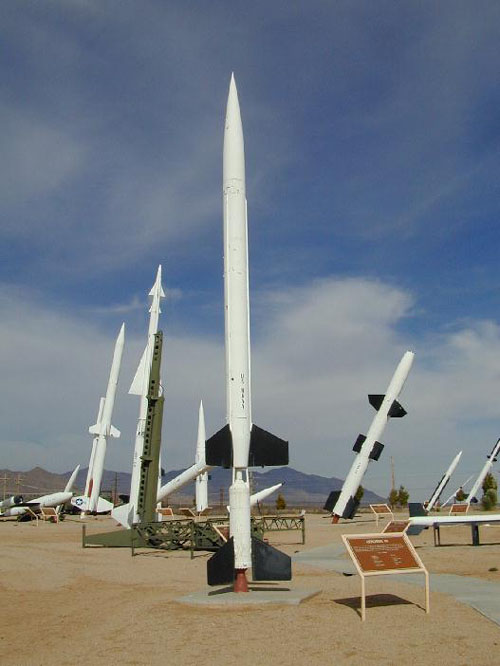
صاروخ Aerobee Hi، في متحف White Sands Missile Range.

شهد 5 مايو 1952 أول إطلاق ناجح لصاروخ Aerobee، عند الساعة 13:44 بتوقيت غرينتش، من مجمع الإطلاق LC-35 في موقع وايت ساندز بروفينج غراوندز بولاية نيومكسيكو.
كان التكوين المستخدم من نوع Aerobee RTV-N-10، وقد بلغ ارتفاعًا أقصى قدره 127 كيلومترًا. حمل الصاروخ تجارب علمية لصالح المختبر المرجعي الوطني، وتركزت على رصد الأشعة السينية الشمسية والأشعة فوق البنفسجية في طبقات الغلاف الجوي العليا.

### مشتقات V-2 السوفيتية
بدءًا من 21 يونيو 1959، أطلق الاتحاد السوفيتي أولى تجاربه العلمية باستخدام نسخة معدّلة من صاروخ V-2 تُعرف باسم R-5V أطلق الاتحاد السوفيتي في عام 1959 سلسلة من أربع رحلات شبه مدارية لدراسة الأشعة السينية الشمسية، شملت إطلاق صاروخ من طراز R-2A في 21 يوليو، تلاه إطلاق اثنين من طراز R-11A في الساعة 02:00 و14:00 بتوقيت غرينتش، وذلك ضمن جهود مبكرة لفهم الإشعاع الشمسي خارج الغلاف الجوي.

## مصادر الأشعة السينية X-1

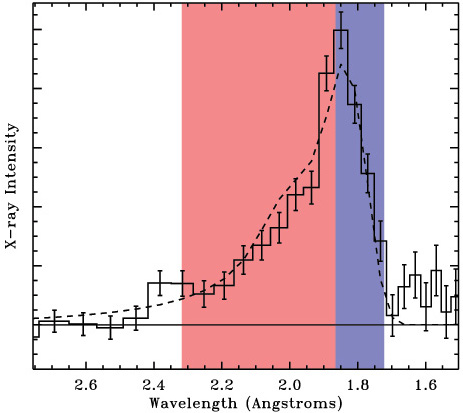
قدّم المرصد الفضائي XMM-نيوتن طيفًا عالي الدقة من ذرات الحديد شديدة الحرارة الواقعة على الحافة الداخلية للقرص التراكمي حول النجم النيوتروني في النظام الثنائي الثعابين X-1. وبدلًا من الظهور كخط طيفي متناظر كما هو متوقّع، أظهر الخط سمات التشويه الكلاسيكية الناتجة عن التأثيرات النسبية.
تؤدي الحركة المدارية السريعة للغاية للغازات الغنية بالحديد في هذا القرص إلى توسيع الخط الطيفي. كما يُلاحظ انزياح الخط نحو الأطوال الموجية الأطول (اللون الأحمر) بفعل الجاذبية الشديدة للنجم النيوتروني، وهو ما يُعرف بـ الانزياح الأحمر الجذبي. وفي المقابل، يبدو الخط أكثر سطوعًا في الأطوال الموجية الأقصر (اللون الأزرق)، نتيجة لتأثير النسبية الخاصة، حيث يظهر المصدر عالي السرعة الذي يتجه نحو الراصد أكثر سطوعًا مما لو كان مبتعدًا عنه.